# Kenneth Western
Kenneth Western (* 10. September 1899 in Islington; † 24. Januar 1963 in Bedford) war ein britischer Schauspieler und Comedian. 

## Leben
Kenneth Alfred Western bildete zusammen mit seinem Cousin zweiten Grades George Western das Entertainer-Duo The Western Brothers. Als solche traten sie 1935 in dem Film Mister Cinders und 1934 in Radio Parade of 1935 auf. Zu ihren Fans gehörte Edward VIII.
Kenneth Western verdiente sein Geld zunächst als Beamter. In den 1920er-Jahren tat er sich mit seinem Cousin George zusammen. Das Duo, das im Smoking und mit Monokel auftrat, hatte mit seinen frechen, ironischen Songs rasch Erfolg. Während George Western am Klavier begleitete, trat Kenneth Western, der die meisten Texte der Lieder des Duos verfasste, als Sänger auf. Er nahm das Tagesgeschehen auf die Schippe und witzelte über das Establishment. Während des Zweiten Weltkriegs waren die Western Brothers zusammen mit anderen Unterhaltungskünstlern in der Truppenbetreuung tätig. In den Zeiten ihrer großen Erfolge reisten die Western Brothers im eigenen Flugzeug. 
Kenneth Western lebte vor dem Krieg in Tempsford, zog später nach Box End und hatte seinen Wohnsitz nach dem Krieg in der De Parys Avenue im Haus Nr. 59 in Bedford. In seinen letzten Lebensjahren schrieb er Bedfordshire Ballads für die Times. Er starb an einem Schlaganfall bei einer Telefonzelle, von der aus er seine Frau angerufen hatte, um ihr mitzuteilen, er komme bald nach Hause. 
Kenneth Western und seine Ehefrau Beatrice hatten vier Töchter, deren Vornamen alle mit dem Buchstaben J begannen. Gedenktafeln an der Mauer des Friedhofs in der Foster Hill Road und in der De Parys Avenue in Bedford erinnern an ihn und seine Ehefrau.